# Bruunshåb
Bruunshåb is een plaats in de Deense regio Midden-Jutland, gemeente Viborg. De plaats telt 839 inwoners (2008).